# Omi Sato
Omi Sato (佐藤 大実 Sato Omi?, nacido el 22 de diciembre de 1975 en Iwate) es un exfutbolista japonés. Jugaba de delantero y su último club fue el Grulla Morioka de Japón.

## Trayectoria

### Clubes
| Club           | País  | Año         |
| -------------- | ----- | ----------- |
| Denso          | Japón | 1994 - 1997 |
| Sagan Tosu     | Japón | 1998 - 2005 |
| Grulla Morioka | Japón | 2006        |